# Sandflugtsmuseet
Sandflugtsmuseet er et museum der oprindeligt lå i fyret på Rubjerg Knude. Den voldsomme sandflugt ved Rubjerg Knude gjorde at museet i starten af 2000'erne måtte flytte til andre bygninger, da fyret blev delvis dækket af sand.
Fyret har nu til huse i Strandfogedgården omkring 1300 m syd for fyret.
Museet lukkede i oktober 2019 pga for få besøgende, besparelser m.m